# Gare de Kodaira
La gare de Kodaira (小平駅, Kodaira-eki) est une gare ferroviaire située à Kodaira, à Tokyo au Japon. La gare est exploitée par la compagnie Seibu.

## Situation ferroviaire
La gare est située au point kilométrique (PK) 22,6 de la ligne Seibu Shinjuku. Elle marque le début de la ligne Seibu Haijima.

## Historique
La gare est inaugurée le 16 avril 1927.

## Service des voyageurs

### Accueil
La gare dispose d'un bâtiment voyageurs, avec guichets, ouvert tous les jours.

### Desserte
- Ligne Seibu Haijima :

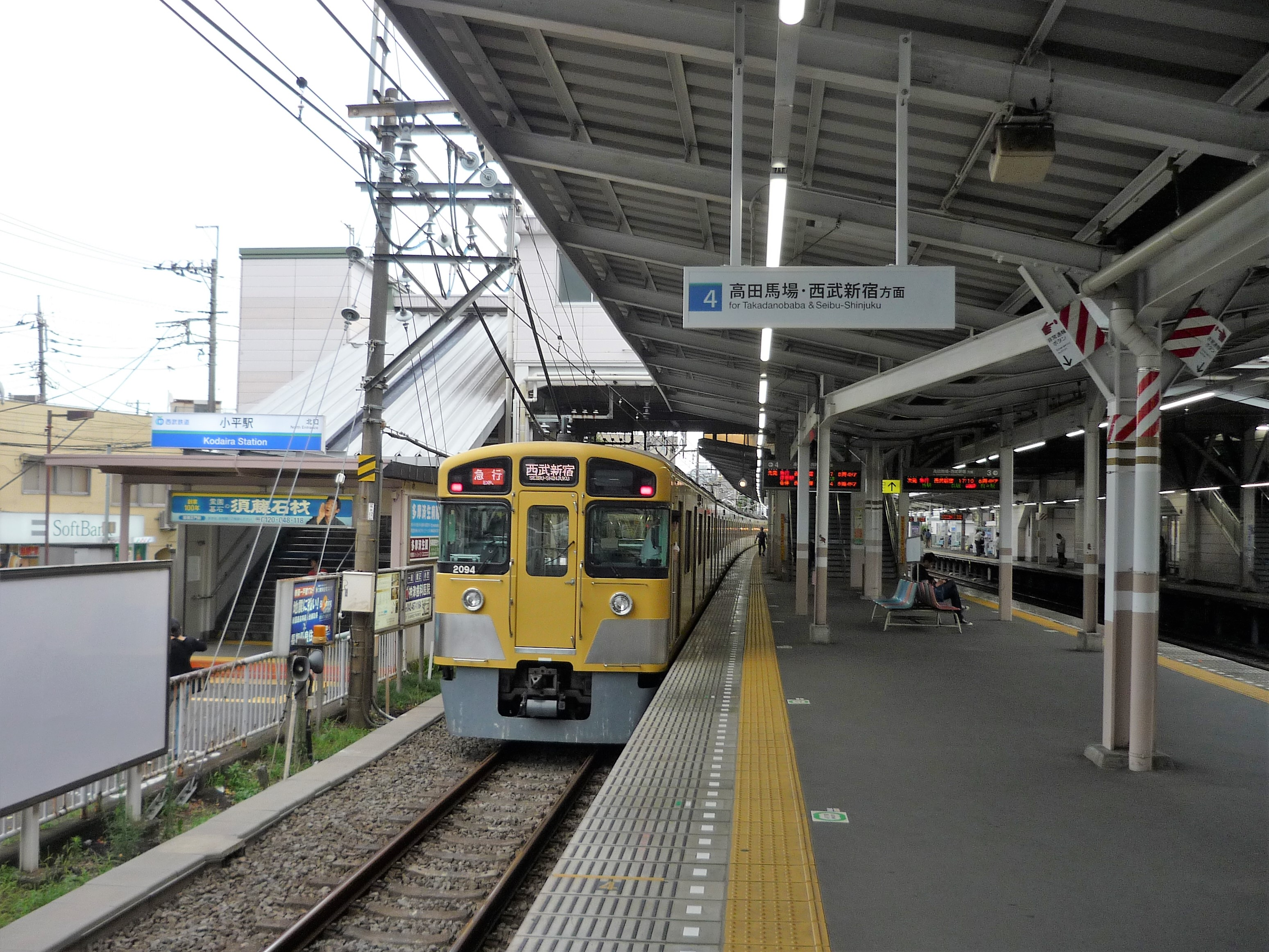
Vue des quais.

  - voie 1 : direction Haijima et Tamagawa-Jōsui
- Ligne Seibu Shinjuku :
  - voie 2 : direction Tokorozawa et Hon-Kawagoe
  - voies 3 et 4 : direction Takadanobaba et Seibu-Shinjuku